# 迪西 (塞纳-马恩省)
迪西（法語：Dhuisy，法語發音：[dɥizi] ⓘ）是法国塞纳-马恩省的一个市镇，属于莫城区。

## 地理
迪西（49°2'19"N, 3°9'40"E）面积8.14 平方千米，位于法国法蘭西島大區塞纳-马恩省，该省份为法国北部内陆省份，北起瓦兹省，西接埃松省、马恩河谷省、塞纳-圣但尼省和瓦兹河谷省，南至卢瓦雷省，东南接约讷省，东临马恩省和奥布省，东北接埃纳省。
与迪西接壤的市镇（或旧市镇、城区）包括：冈德吕、奥尔苏瓦地区马里尼、蒙特勒伊欧利翁、圣奥尔德、沙米尼、科什雷勒、瓦卢瓦地区库隆、热尔米尼苏库隆。

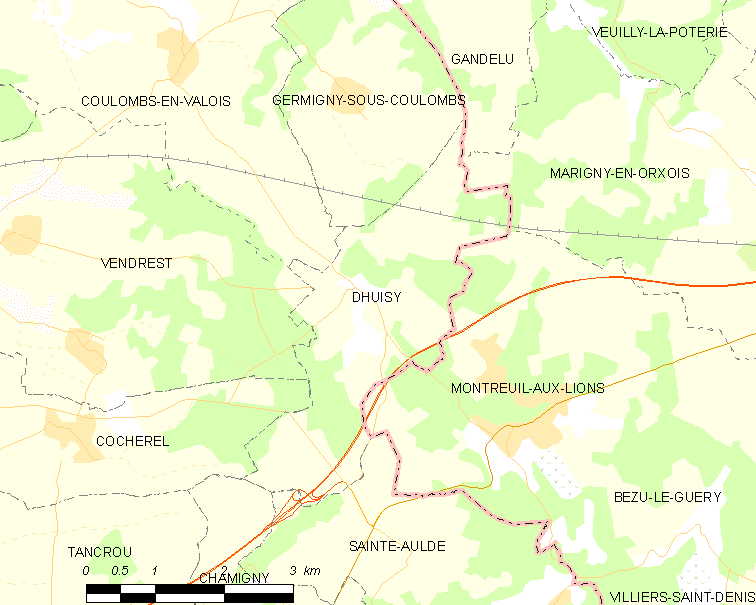
的OSM定位图

迪西的时区为UTC+01:00、UTC+02:00（夏令时）。

## 行政
迪西的邮政编码为77440，INSEE市镇编码为77157。

## 政治
迪西所属的省级选区为拉费泰苏茹阿尔县。

## 人口

1962-2008年间人口变化图示

迪西于2022年1月1日时的人口数量为330人。